# Billy More
Billy More (ur. 3 lutego 1965 w Mediolanie, zm. 14 sierpnia 2005 tamże) – włoski piosenkarz, artysta, drag queen i performer.

## Życiorys
Billy More (wł. Massimo Brancaccio) urodził się 3 lutego 1965. Włoski drag queen i wykonawca muzyki dance i pop. Osiągnął sukces jako artysta estradowy dzięki swoim przebojom „Up and down” oraz „The new millennium girl”.
W 2005 zmarł na białaczkę. Jest pochowany w Castelletto Ticino wraz z siostrą i rodzicami.

## Dyskografia
- 2000 – Up & Down
- 2000 – The New Millenium Girl
- 2001 – Come On & Do It
- 2001 – Loneliness
- 2002 – I Keep On Burning
- 2002 – Dance
- 2003 – Weekend
- 2004 – Try Me
- 2004 – My Rhythm Of The Night
- 2005 – Boom, Boom!